# Чеченский конно-иррегулярный полк
Чеченский конно-иррегулярный полк — национальная (туземная) кавалерийская часть (конный полк) Русской императорской армии. Полк был сформирован приказом императора Александра II № 212 от 25 января 1877 года из местной милиции и желающих служить в полку. Первоначально предполагалось, что полк будет охранять русско-турецкую границу на период русско-турецкой войны.

## Предыстория
Осенью 1876 года царское правительство приступило к формированию иррегулярных воинских частей из горских народов Северного Кавказа. Была создана специальная правительственная комиссия по изучению использования их в будущей войне. Результаты работы комиссии были обнадеживающими: в них отмечалось: «способность горцев к аванпостной службе и действиям малой войны».
Члены комиссии отмечали также универсальные качества горцев-бойцов, их «…удар кинжалом верен и редко не смертелен, стрельба ночью навскидку на звук, на огонек показывает также явное превосходство горцев в этом деле над обученными казаками, особенно над солдатами».

## Начало формирования
15 января 1877 года Чеченский конно-иррегулярный полк был сформирован. Грозненский округ был представлен в полку 4 сотнями, составленными из жителей Большой и Малой Чечни. Из Хасав-Юртовского округа прибыла 1 сотня чеченцев-ауховцев. Совсем небольшими были квоты в Чеченском полку у жителей Аргунского и Веденского округов — по 50 человек от каждого округа.

## Особенности формирования полка
Трудность для желающих вступить в полк заключалась в том, что большинство из них не имели достаточного количества денег для покупки снаряжения. По их просьбе Главнокомандующий Кавказской армией приказал всем желающим поступить в полки, а треть будущего жалованья выдать в качестве аванса для экипировки. В итоге вместо запланированного «беспокойного элемента» в полк начали поступать люди зажиточные, которым было на что снарядиться и что терять. Расходы по формированию и снаряжению милиции ложились на сельские общества, дальнейшее ее содержание брало на себя государство. Всем чинам милиции назначалось определенное жалованье. По приблизительным подсчетам, снаряжение пешего милиционера обходилось горскому обществу до 100 рублей, а всадник — более 150 рублей.
Половина всадников на службу призывалась по жребию (примерно один из десяти дворов с экипировкой за счет сельских общин). Другую часть набирали из привилегированных сословий. Вытащивший жребий горец дорожил своим правом. В случае болезни оно передавалось родственникам или друзьям.
Зачастую добровольцев отговаривали воевать с единоверцами их родственники и знакомые, но, как сообщал в одном из писем руководству чеченский воин «…не взирая ни на какие доводы наших односельчан, родных и знакомых, мы побросали дома, жен и детей и пошли драться со своими единоверцами за Царя и Отечество».
В Чеченском конно-иррегулярном полку кроме чеченцев, также служили русские, грузины, осетины и представители других национальностей. Так складывалась боевая дружба народов России, явившаяся важным фактором победы в русско-турецкой войне 1877—1878 гг.

## Офицеры
В офицерский состав конно-иррегулярных частей назначались представители горских верхов, потомственные военные. Отбор и подготовка офицеров осуществлялась из крещеных горцев (аманатов, пленных, сирот); горцев, проходивших службу в конвое императора, командующих войсками и административных начальников. Сначала командиром Чеченского конно-иррегулярного полка был назначен старшина Владикавказского полка Акимов, но вскоре полк возглавил генерал-майор Арцу Чермоев. На фоне других полков из Терской области, Чеченский внешне выгодно выделялся. У чеченцев не только папахи, но и бурки, бешметы и башлыки были белые.

## Участие в боевых действиях
В ходе русско-турецкой войны 1877-78 гг. боевое содружество горцев Северного Кавказа с русскими воинами сильно укрепилось.Начальник штаба Кавказской казачьей дивизии генерал-майор П. Д. Паренсов писал: «Совершенно в них влюбился. Это была настоящая кавалерия, центавры». В свою очередь, осмотрев этот полк, начальник полевого штаба действующей армии генерал-адъютант А. А. Непокойчицкий в донесении императору следующим образом выразил мнения о нем: «Славный полк, так и дышит Кавказом».
Чеченский полк отличился в ночной разведке, проведенной с 7 на 8 августа 1877 г., и в боях в составе «летучего отряда» за Аладжадаг. В августе 1877 г. горские полки разбили сильный отряд османов у села Субботан. «Чеченцы, — писал современник, — подобно урагану неслись вперед и вперед». Весь личный состав Чеченского конно-иррегулярного полка был награжден знаками на головные уборы с надписью «За отличие в турецкую войну». Чеченские всадники, сопровождавшие М. Т. Лорис-Меликова, вступили с неприятелем в перестрелку и, нанеся османам потери, отбили у них лошадей.
Осенью 1877 года полк принимал участие в Авлияр-Аладжинском сражении, в ходе боёв понёс значительные потери — до четверти личного состава.
По данным Н. Сухотина и капитана германской службы Тило фон Трога, в 1877-78 гг. всех кавказцев состояло в турецкой армии до 20 тысяч человек. У российского руководства существовали опасения относительно призванных на службу кавказцев, что они под давлением своих соплеменников из Османской империи будут в массовом порядке переходить на вражескую сторону. Однако случаи измены воинскому долгу были редки. Во время русско-турецкой войны 1877-78 гг. в ставку русских войск приходили горцы-переселенцы и просились на родину.

## Расформирование
Первыми с русско-турецкой войны отправились на Кавказ Чеченский и 2-й Дагестанский конно-иррегулярные полки, которым было поручено сопровождать от Александрополя до Тифлиса пленных солдат противника. По окончании войны Чеченский конно-иррегулярный полк прекратил свое существование. Расформирование полка было постепенным и затянулось до конца 1879 год. Часть офицеров была переведена в другие полки, часть вместе с нижними чинами уволена в запас.

## Награды отличившихся
С января 1879 года Императорским указом Чеченский конно-иррегулярный полк был награжден почетным знаменем. Весь личный состав полка был награжден знаками на головные уборы с надписью «За отличие в турецкую войну».
Георгиевскими крестами были награждены урядники Чеченского полка Дакал Дурзиев, Умалат Гаев, Шугаип Сугаипов и другие. Орденом святого Владимира 4 степени с мечами и бантом награжден майор Тхостов. Корнет Булат Яндаров и прапорщики Карасай Алхазов, Бейсултан Темирсултанов — орденом святой Анны 4 степени с надписью «За храбрость». Орден святого Станислава 3 степени с мечами и бантами получили ротмистр Умалат Лаудаев, корнет Барахан Таймазов.
Дети раненых и погибших офицеров-горцев на льготных условиях зачислялись в учебные заведения.